# Koboko

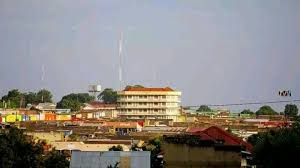
Blick auf Koboko

Koboko ist eine Stadt in der Northern Region in Uganda. Sie ist die Hauptstadt des Distrikt Koboko und eine Gemeinde des Distrikts. Koboko ist auch die Heimatstadt des ehemaligen Diktators Idi Amin, der Uganda zwischen 1971 und 1979 regierte.

## Geografie
Koboko liegt etwa 55 Kilometer nördlich von Arua, der größten Stadt in der Subregion West-Nil, und etwa 550 Kilometer nordwestlich von Kampala, der Hauptstadt und größten Stadt Ugandas.

## Bevölkerung
Im August 2014 bezifferte eine Volkszählung die Einwohnerzahl auf 51.598.

## Persönlichkeiten
- Idi Amin (1928–2003), Politiker und Diktator Ugandas